# Setra S 412 UL
De Setra S 412 UL is een midibustype dat zowel geschikt is als streekbus als voor tourvervoer.

## Beschrijving
Dit bustype is geproduceerd door de Duitse busfabrikant Setra en is de opvolger van de S 313 UL. De UL in de benaming staat voor Überlandbus, wat weer streekbus betekent. De bus heeft geen verlaagde vloer, waardoor er treden nodig zijn en mindervalide mensen moeilijker de bus in kunnen. Door de korte lengte en korte wielbasis heeft deze bus in vergelijking met verwante Setra bustypes een twee keer zo kleinere draaicirkel. Dit type model heeft twee uitvoeringen, de uitvoering met een front voor openbaar vervoer en de uitvoering met een front voor toerisme (GT-versie).
Dit model bus wordt veelal in Duitsland ingezet bij zowel openbaarvervoerbedrijven als touringcarbedrijven. Dit model is de opvolger van de Setra S 313 UL.

## Inzet
| Land        | Bedrijf                 | Aantal | Serie      | Inzet       | Opmerking               |
| ----------- | ----------------------- | ------ | ---------- | ----------- | ----------------------- |
| Duitsland   | Hilscher Reisen         | 1      | KU G 404   | Tourvervoer | In touringcaruitvoering |
| Duitsland   | Racktours GmbH & Co. KG | 1      | MKK-UL 412 | Tourvervoer | In touringcaruitvoering |
| Duitsland   | Reisedienst Parchim     | 6      | ??         | Parchim     |                         |
| Nederland   | Horn Tours              | 1      | 90-BDJ-9   | Tourvervoer |                         |
| Zwitserland | Postauto                | 27     | ??         | Thusis      |                         |

## Verwante bustypen

### Hoge vloer
- Setra S 415 H - 12 meteruitvoering (2 assen)
- Setra S 416 H - 13 meteruitvoering (2 assen)
- Setra S 415 UL - 12 meteruitvoering (2 assen)
- Setra S 416 UL - 13 meteruitvoering (2 assen)
- Setra S 417 UL - 14 meteruitvoering (3 assen)
- Setra S 419 UL - 15 meteruitvoering (3 assen)

### Lage vloer
- Setra S 415 LE - 12 meteruitvoering (2 assen)
- Setra S 415 NF - 12 meteruitvoering (2 assen)
- Setra S 416 LE - 13 meteruitvoering (2 assen)
- Setra S 416 NF - 13 meteruitvoering (2 assen)
- Setra S 418 LE - 15 meteruitvoering (3 assen)